# Orchamus raulinii
Orchamus raulinii är en insektsart som först beskrevs av Lucas, H. 1854.  Orchamus raulinii ingår i släktet Orchamus och familjen Pamphagidae. Inga underarter finns listade i Catalogue of Life.